# 中華民国における死刑
中華民国における死刑（ちゅうかみんこくにおけるしけい）では、中華民国政府が統治する台湾における死刑制度について解説する。

## 死刑の概略
従来、中国国民党政府は独裁体制であり、民主化運動家を厳罰に処していたが、これは一般犯罪者も同様であり、20世紀末に至るまで、人口と比較して死刑執行が多かった。また、被害者遺族に対し莫大な賠償金を支払うよう死刑囚に命じる判決が出されることもあった。著名な事例としては白暁燕（梶原一騎の実娘）の誘拐殺人事件の死刑囚がいる。

## 死刑の概要
台湾において死刑執行命令を出すのは、法務部の部長（日本の法務大臣に相当）である。また死刑囚を恩赦できるのは中華民国総統のみであった。ただし冤罪などの疑念がある場合には、法務部部長は署名を拒否して最高法院（日本の最高裁判所に相当）に審議を差し戻す権利がある。そして2024年9月20日に憲法法廷（憲法裁判所に当たる。）が出した判決より、死刑の確定判決の見直しを申し立てる「非常上告」を検察総長（検事総長）に請求が可能となっている。
また死刑囚は刑務所ではなく執行まで留置場に収監されていた。
死刑囚が臓器提供に同意した場合には全身麻酔をかけたうえで、心臓もしくは脳幹を銃撃して即死させたのち、臓器の摘出手術が行われていた。また死刑執行は以前は午前6時であったが、1995年に職員の負担軽減のために午後9時に変更された。以前は人口約2000万人でありながら死刑執行数が比較的多かったが、2006年以降死刑執行モラトリアムに入っていた。中華人民共和国が「世界最大の死刑大国」と欧州諸国から非難されているのとは対照的であったが、2010年4月30日の午後7時から8時にかけて、死刑囚4名に対して、全身麻酔の上で銃殺による死刑が執行された。
最近の死刑執行は、2025年1月16日のzh:黃麟凱の死刑執行である。
また、死刑囚は2025年時点で36人おり、約3割近くが60歳以上であり、最高齢はzh:王信福(1952年10月7日生まれ)である。
| 年           | 1987       | 1988       | 1989       | 1990       | 1991       | 1992       | 1993       | 1994       | 1995       | 1996       |
| ------------ | ---------- | ---------- | ---------- | ---------- | ---------- | ---------- | ---------- | ---------- | ---------- | ---------- |
| 総統所属政党 | 中国国民党 | 中国国民党 | 中国国民党 | 中国国民党 | 中国国民党 | 中国国民党 | 中国国民党 | 中国国民党 | 中国国民党 | 中国国民党 |
| 中華民国総統 | 蔣経国     | 李登輝     | 李登輝     | 李登輝     | 李登輝     | 李登輝     | 李登輝     | 李登輝     | 李登輝     | 李登輝     |
| 死刑執行数   | 10         | 22         | 69         | 78         | 59         | 35         | 18         | 17         | 16         | 22         |
| 年           | 1997       | 1998       | 1999       | 2000       | 2001       | 2002       | 2003       | 2004       | 2005       | 2006       |
| 総統所属政党 | 中国国民党 | 中国国民党 | 中国国民党 | 民主進歩党 | 民主進歩党 | 民主進歩党 | 民主進歩党 | 民主進歩党 | 民主進歩党 | 民主進歩党 |
| 中華民国総統 | 李登輝     | 李登輝     | 李登輝     | 陳水扁     | 陳水扁     | 陳水扁     | 陳水扁     | 陳水扁     | 陳水扁     | 陳水扁     |
| 死刑執行数   | 38         | 32         | 24         | 17         | 10         | 9          | 7          | 3          | 3          | 0          |
| 年           | 2007       | 2008       | 2009       | 2010       | 2011       | 2012       | 2013       | 2014       | 2015       | 2016       |
| 総統所属政党 | 民主進歩党 | 中国国民党 | 中国国民党 | 中国国民党 | 中国国民党 | 中国国民党 | 中国国民党 | 中国国民党 | 中国国民党 | 中国国民党 |
| 中華民国総統 | 陳水扁     | 馬英九     | 馬英九     | 馬英九     | 馬英九     | 馬英九     | 馬英九     | 馬英九     | 馬英九     | 馬英九     |
| 死刑執行数   | 0          | 0          | 0          | 4          | 5          | 6          | 6          | 5          | 6          | 1          |
| 年           | 2017       | 2018       | 2019       | 2020       | 2021       | 2022       | 2023       | 2024       | 2025       |            |
| 総統所属政党 | 民主進歩党 | 民主進歩党 | 民主進歩党 | 民主進歩党 | 民主進歩党 | 民主進歩党 | 民主進歩党 | 民主進歩党 | 民主進歩党 |            |
| 中華民国総統 | 蔡英文     | 蔡英文     | 蔡英文     | 蔡英文     | 蔡英文     | 蔡英文     | 蔡英文     | 頼清徳     | 頼清徳     |            |
| 死刑執行数   | 0          | 1          | 0          | 1          | 0          | 0          | 0          | 0          | 1          |            |

※総統所属政党と中華民国総統は、年の途中で交代があった場合、その年の就任期間が長い方の総統にしている（2000年5月20日に李登輝から陳水扁に総統が交代しており、2000年の総統就任期間は陳水扁が長いため、2000年のセルは陳水扁となっている。）。但し2016年に関しては、執行日が蔡英文が中華民国総統に就任する前の2016年5月10日であるため、2016年のセルは馬英九になっている。

## 死刑が適用される犯罪

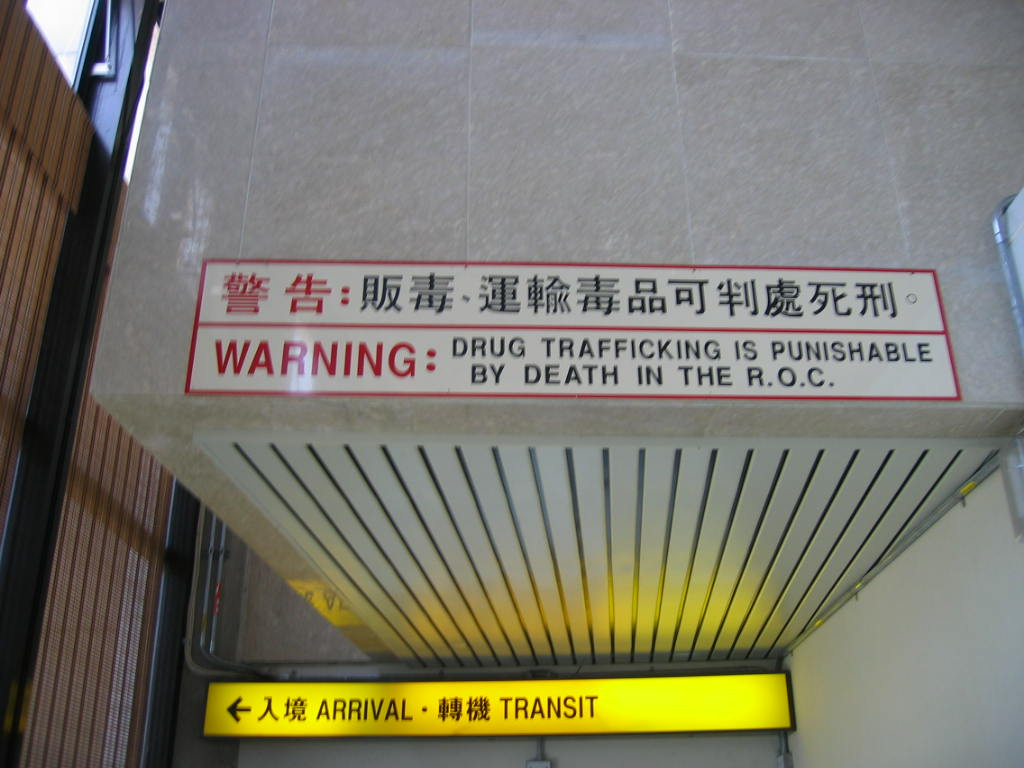
台湾桃園国際空港に掲示されていた麻薬密輸は死刑に処すとの警告文（2005年撮影）

現在の台湾において、法定刑が死刑のみの罪は存在しないが、法定刑に死刑が含まれる罪はおよそ50ほど存在する。
最高刑として死刑が適用される罪状について下記が定められている。
陸海空軍刑法
1. 普通内乱罪、暴動内乱罪（第14条、15条）
2. 加重利敵罪、単純利敵罪（第17条、18条、19条）
3. 国防秘密漏洩罪（第20条）
4. 国家反逆罪（第24条）
5. 無許可開戦罪、戦時命令抗命罪（第26条、27条）
6. 戦時軍事機密遺棄罪（第31条）
7. 戦時敵前逃亡罪、戦時非休暇時失踪罪（第41条、42条）
8. 戦時抗命罪、戦時群衆抗命罪（第47条、48条）
9. 戦時対指揮官暴行脅迫罪、戦時群衆対指揮官暴行脅迫罪（第49条、50条）
10. 軍艦軍用機ハイジャック罪（第53条）
11. 戦時作戦用軍用施設物品破壊罪（第58条）
12. 違法武器火器製造販売罪（第65条）
13. 戦時虚偽命令通報罪（第66条）

刑法
1. 暴動内乱罪の首謀者（第101条）
2. 通謀開戦（外患誘致）罪、通敵領土喪失罪、組織的国家反逆罪、加重利敵罪（第103条、104条、105条、107条）
3. 職務怠慢、守備地放棄罪（第120条）
4. 航空機及び公共交通機関ハイジャックによる致死罪（第185条の1、185条の２）
5. 強姦致死罪、強制わいせつ致死罪（第226条の1）
6. あへん罪、あへん原料栽培罪、人身売買罪（第261条）
7. 普通殺人罪、直系尊属殺人罪（第271条、272条）
8. 普通強盗致死罪（第328条）
9. 強盗放火罪、強盗強姦罪、身代金目的誘拐罪、強盗重致傷罪（第332条）
10. 海賊行為罪（第333条、334条）
11. 身代金目的誘拐致死罪（第347条、348条）

その他刑事特別法
1. 民用航空法:ハイジャック（第100条）、航空安全妨害致死（第101条）、製造航空機致死（第110条）
2. 麻薬危害防止法:製造、運搬、第一級麻薬販売（第４条）、第一級麻薬を他人に強制施用した罪（第6条）、公務員を脅迫して他人に麻薬を施用した罪あるいは製造した罪（第15条）
3. 兵役妨害防止法（第16条、17条）
4. 児童及び少年の性的搾取防止法:被害者を故意に殺害した罪（第37条）
5. 集団殺人取締法:集団殺人罪（第2条）
6. 銃刀弾薬武器管理法:集団犯罪、製造、販売、運輸、武器輸出入（第7条）
7. 密輸取締法：密輸の罪を犯し武装して逮捕に抵抗した罪、武装して検査を拒否した罪、致傷致死罪（第4条）

## 死刑制度の見直し
台湾の憲法法廷に対して、死刑は中華民国憲法に違反する疑いがあるとの訴えが判決確定死刑囚37人全員から提起され、2024年9月20日、死刑は合憲としながらも、事件審理や執行を厳格に行なうことを求めた判決が下された。法的拘束力あり、2年以内の法改正が必要となる。具体的には、取り調べには弁護人が立ち会うこと、死刑判決を下すためには裁判官全員の一致および最終審での口頭弁論が必要で、被告が裁判中や死刑執行直前に心神耗弱・心神喪失で違法行為を認識できない場合は死刑の判決・執行は許されないとした。国民党からは「実質的な死刑廃止」と批判された。
ここに至るには、次のような経緯をたどった。2000年に就任した、リベラル色の強い民主進歩党の政権誕生後、死刑廃止に向けた作業が続いているが、国内世論の意見集約は進んでいない。2001年5月17日、陳定南法務部長（法相）は、3年以内に死刑廃止のための法改正をすると表明した。
一方、その翌日の5月18日に、台湾の主要紙『聯合報』が行った世論調査では、台湾国民の79%が死刑廃止に反対と答え、さらに死刑制度は凶悪犯罪阻止に有効と答えた割合は77%となった。2002年には18歳以下の未成年者に対する死刑免除法案が可決。懲役刑の上限引き上げや仮釈放審査の厳格化を盛り込んだ刑法の改正が、2005年2月に可決、2006年7月1日から施行された。なお、法務部は2005年に3人に死刑執行して以来、死刑執行モラトリアムに入っていた。
刑法改正の要点は、以下の通りである。
1. 有期懲役の上限が20年から30年に引き上げられた。
2. 無期懲役の仮釈放が可能となる年数が25年に引き上げられた。
3. 殺人や強盗、身代金目的の誘拐など、重大な刑事事件を複数犯した者は、仮釈放期間中または懲役終了後5年以内に再び重大な刑事事件を犯した場合、仮釈放は認められない（絶対的無期刑）。また、連続犯罪規定の削除により、連続して罪を犯した場合、犯した罪ごとに罰則が科される事になった。

2006年6月14日、陳水扁総統が、国際人権連盟（ILHR）代表との会見の中で、死刑廃止は世界的潮流と述べ、廃止に賛同した。また、懲役刑の上限引き上げや、仮釈放審査の厳格化を含む刑法改正により、将来的に死刑制度廃止の国民的コンセンサスは得られるだろうとの見通しを述べた。横浜弁護士会の発表によると、台湾では、死刑を廃止する条項が盛り込まれた「人権基本法案」の検討が開始されている。
2010年4月30日、死刑囚4名に対して、台湾各地の刑務所において銃殺刑が執行された。2005年12月26日以来の死刑執行であったが、これに対して、台湾の死刑制度に反対する団体からは抗議の声明が出ている一方、同一事件で死刑判決を受けながら、今回は執行が見送られた2名の死刑囚に対して、事件の遺族からは何故同時に執行しなかったのかとの非難の声が上がっている。
2024年9月20日、死刑が確定した37人の死刑囚が、死刑制度は生命権などを保障した憲法に違反するとして提起したことに対して、憲法法廷（憲法裁判所に当たる。）は死刑制度を合憲としながらも以下の条件で制限する形で解釈を示した。
1. 死刑が適用できる犯罪は、犯罪の様態が最も重大な事例に限定
2. 死刑に関連する法令を2年以内に改正
3. 死刑の確定判決の見直しを申し立てる「非常上告」を検察総長（検事総長）に請求が可能となること。
4. 死刑判決を下すのに合議審での全員一致が必要

## 2025年死刑存続に関する国民投票
2025年5月、中国国民党および台湾民衆党が主導する立法院は、死刑廃止に反対する国民投票案の第二読会を通過させた。国民投票は2025年8月23日に実施される予定であり、提案内容は「死刑判決において裁判所の合議体による全会一致の要件を撤廃することに賛成かどうか」を国民に問うものである。支持者らは、中華民国憲法法廷が2023年に確立したこの要件により、死刑制度が事実上機能しなくなり、死刑維持を支持する大多数の世論に反していると主張している。
この動きは、中華民国の政治における主要政党間で再び激しい論争を引き起こした。死刑廃止を掲げる民主進歩党（民進党）は、2020年以降死刑をほとんど執行しておらず、2024年1月に一件のみ例外的に執行されたにすぎない。民進党は、この国民投票は政治的動機によるもので法的な必要性はなく、台湾が正式に死刑を廃止していないことを強調している。また、同党は野党勢力がこの問題を利用して、今後の選挙に向けた支持を集めようとしていると批判している。現在のところ、立法院から正式な通知が届いていないため、中央選挙委員会は投票日をまだ確定していない。

## 日本統治時代の死刑
台湾光復以前、日本統治時代の台湾における死刑執行数は以下の表のようになっている。また、死刑執行方法は絞首刑であり、下表の期間中に死刑執行された多くは匪徒刑罰令の適用によって執行されている。実際に1899年（明治32年）～1916年（大正5年）の間に3,144人がこの法令によって死刑執行されている。また、1898年以前に台湾総督府法院による裁判によって匪徒として死刑判決を受けた者は460人いる。
しかし、多くの抗日闘争に参加した台湾人は、1896年半ばから1898年初めまで、日本側の軍隊・憲兵、警察は闘争参加者に対して、正当な司法手続きをされずに、その場で射殺するか、逮捕直後に直ちに殺している。また、匪徒刑罰令が発布された1898年においても「討伐隊」が村を包囲して、成年男子のすべてを呼び出して、密偵が作った「土匪名簿」によって抗日の疑いのある238名の者を殺害した事件が発生しており、殺害された者の中には、日本政府に帰順意志があった者も含まれている。
そして、1895年（明治28年）～1902年（明治35年）の間で、抗日闘争による過程で、少なくとも約32,000人が死亡している。
| 年                               | 死刑執行数 | 死刑執行数 | 死刑執行数 | 死刑執行数        | 匪徒刑罰令に よる死刑判決数 | 備考 |
| 年                               | 総数       | 台湾人     | 日本人     | 台湾・日本人 以外 | 匪徒刑罰令に よる死刑判決数 | 備考 |
| -------------------------------- | ---------- | ---------- | ---------- | ----------------- | --------------------------- | --- |
| 1899年（明治32年）               | 678        | 678        | 0          | 0                 | 863                         | 前年の11月5日に匪徒刑罰令が発布される。この年に台湾人あるいは中国人が犯した重大犯罪に対しては、予審手続を経ることなく直ちに公判できるようにした。またこの年は、匪徒刑罰令による死刑判決を受けた者が死刑執行数を上回っているが、これは、死刑判決を受けた者の中で、翌年に執行された者がいる為である。 |
| 1900年（明治33年）               | 881        | 880        | 0          | 1                 | 582                         | |
| 1901年（明治34年）               | 1013       | 1012       | 0          | 1                 | 910                         | 1899年（明治32年）～1942年（昭和17年）の間で、最多の死刑執行数。約9割が匪徒刑罰令によって死刑執行されている。また、この年に重大犯罪に属する匪徒罪事件については、職権を以て被告に弁護士を選任させなくてもよいとする規定を作る。 |
| 1902年（明治35年）               | 557        | 557        | 0          | 0                 | 510                         | 南部抗日軍の前首領であった林少猫の殺害は含まれていない。 |
| 1903年（明治36年）               | 125        | 125        | 0          | 0                 | 82                          | |
| 1904年（明治37年）               | 33         | 33         | 0          | 0                 | 13                          | この年に台湾陸軍軍法会議により謀殺を行った軍人軍属でない常人1人（元台湾守備軍歩兵軍役志願者）の死刑執行があるが、旧日本陸軍軍法会議により死刑判決が出されたため、この表には含まれていない。 |
| 1905年（明治38年）               | 11         | 11         | 0          | 0                 | 6                           | |
| 1906年（明治39年）               | 9          | 9          | 0          | 0                 | 0                           | |
| 1907年（明治40年）               | 16         | 16         | 0          | 0                 | 9                           | 北埔事件により9人死刑執行 |
| 1908年（明治41年）               | 7          | 7          | 0          | 0                 | 0                           | |
| 1909年（明治42年）               | 1          | 1          | 0          | 0                 | 0                           | |
| 1910年（明治43年）               | 4          | 4          | 0          | 0                 | 0                           | |
| 1911年（明治44年）               | 4          | 4          | 0          | 0                 | 0                           | 辛亥革命発生。この革命により翌年2月12日に清最後の皇帝溥儀が退位し、清国は滅亡。中華民国が誕生する。 |
| 1912年（大正元年）               | 14         | 14         | 0          | 0                 | 9                           | 林圯埔事件により、この年の4月12日13時に8人死刑執行。また土庫事件により1人死刑執行 |
| 1913年（大正2年）                | 19         | 17         | 0          | 2                 | 20                          | |
| 1914年（大正3年）                | 7          | 7          | 0          | 0                 | 0                           | 苗栗事件により、羅福星を含む20人が死刑執行 |
| 1915年（大正4年）                | 108        | 106        | 0          | 2                 | 103                         | 西来庵事件により、台南監獄にて死刑判決を受けた866人の内95人（9月6日：羅俊他7名、9月23日：余清芳他3名、10月21日：35名、10月16日：1名、10月29日：9名、11月1日：38名）が死刑執行された。他の死刑判決を受けた者は、大正天皇の即位記念恩赦ということで減刑した。この他、六甲事件により8人死刑執行された。また、匪徒刑罰令による死刑判決数は恩赦により減刑された者は除いている。 |
| 1916年（大正5年）                | 51         | 48         | 3          | 0                 | 37                          | 西来庵事件により、台南監獄にて9月13日に江定他36名が死刑執行。この年を最後に、匪徒刑罰令による死刑執行はなくなる。 この年の1月13日に河内武二と河田半四郎の日本人2人が強盗致死の罪（前年12月26日に死刑判決を台北地方法院で言い渡されている。）で死刑執行された。記録にある限り、日本統治時代に一般刑法犯罪で台湾軍法会議を除いて台湾の裁判所で死刑判決を言い渡され執行された初めての日本人となる。 |
| 西来庵事件が終結して翌年以後     |            |            |            |                   |                             | |
| 1917年（大正6年）                | 2          | 2          | 0          | 0                 | 0                           | |
| 1918年（大正7年）                | 3          | 3          | 0          | 0                 | 0                           | |
| 1919年（大正8年）                | 6          | 6          | 0          | 0                 | 0                           | |
| 1920年（大正9年）                | 3          | 3          | 0          | 0                 | 0                           | |
| 1921年（大正10年）               | 2          | 2          | 0          | 0                 | 0                           | |
| 1922年（大正11年）               | 0          | 0          | 0          | 0                 | 0                           | 日本統治時代で初めて台湾において死刑執行数が0となった。 |
| 1923年（大正12年）               | 0          | 0          | 0          | 0                 | 0                           | |
| 1924年（大正13年）               | 1          | 1          | 0          | 0                 | 0                           | |
| 1925年（大正14年）               | 1          | 1          | 0          | 0                 | 0                           | |
| 1926年（大正15年）               | 4          | 4          | 0          | 0                 | 0                           | |
| 1927年（昭和2年）                | 4          | 4          | 0          | 0                 | 0                           | |
| 1928年（昭和3年）                | 2          | 1          | 0          | 1                 | 0                           | 台中不敬事件により、趙明河がこの年の7月18日に台湾総督府の高等法院上告部から死刑判決が下され、同年10月10日に執行された。なお、不敬事件のため裁判は控訴や上告が出来ない形で1審のみで行われている。 |
| 1929年（昭和4年）                | 2          | 0          | 0          | 2                 | 0                           | この年の11月13日に會連生（罪状：強盗殺人及び賭博）と殿盛発（罪状：強盗殺人）の江西省に籍を置く中国人の死刑執行が行われ、台湾光復前に軍法会議を除き台湾で死刑執行された日本人を除く最後の外国人となった。いずれも同年6月7日に高等法院覆審部に判決が下され、同年8月30日に確定した。 |
| 1930年（昭和5年）                | 1          | 1          | 0          | 0                 | 0                           | 霧社事件発生。この事件による死刑執行者はいないが、この事件により、事件蜂起側は700人ほどが死亡もしくは自死し、事件鎮圧側の日本軍兵士22人、警察官6人、味方蕃21人が死亡した。 |
| 1931年（昭和6年）                | 0          | 0          | 0          | 0                 | 0                           | |
| 1932年（昭和7年）                | 3          | 3          | 0          | 0                 | 0                           | |
| 1933年（昭和8年）                | 6          | 6          | 0          | 0                 | 0                           | |
| 1934年（昭和9年）                | 4          | 3          | 1          | 0                 | 0                           | |
| 1935年（昭和10年）               | 5          | 4          | 1          | 0                 | 0                           | |
| 1936年（昭和11年）               | 3          | 3          | 0          | 0                 | 0                           | |
| 1937年（昭和12年）               | 4          | 4          | 0          | 0                 | 0                           | |
| 1938年（昭和13年）               | 1          | 1          | 0          | 0                 | 0                           | |
| 1939年（昭和14年）               | 3          | 2          | 1          | 0                 | 0                           | この年の4月18日に斉川徳次（罪状：石鹸工場を営む木越忠鉄の妻と不倫がバレたのをきっかけに、木越は自身が経営する工場で働いていた斉川につらく当たるようになり、その恨みが募り、当初は殺鼠剤入り厚揚げを食べさせて殺害しようとしたが、木越が異臭に気付いたため失敗。その後、1932年[昭和7年]5月20日に鉄棒を使って撲殺して、死体を工場内に埋める。同年2月1日に高等法院上告部で上告棄却）の死刑執行が行われ、台湾光復前に軍法会議を除き台湾で死刑執行された最後の日本人となった。 なお、加害者は被害者の妻と不倫をしていたが、被害者である木越は、酒色に溺れて家庭を顧みず不倫をしていた。一方で、金が尽きて台湾で路頭に迷った斉川を工場で雇う形で一応救っている。余談であるが、加害者は木越安綱の甥であると自称していた。 |
| 1940年（昭和15年）               | 1          | 1          | 0          | 0                 | 0                           | |
| 1941年（昭和16年）               | 2          | 2          | 0          | 0                 | 0                           | |
| 1942年（昭和17年）               | 2          | 2          | 0          | 0                 | 0                           | |
| 1943年（昭和18年）               | 0          | 0          | 0          | 0                 | 0                           | |
| 1944年（昭和19年）               | 2          | 2          | 0          | 0                 | 0                           | この年の3月15日に陳阿聰（罪状は戦時特別強盗殺人、この年の3月1日に高等法院上告部に棄却され死刑確定）の死刑執行が行われ、台湾光復前に軍法会議を除き最後に台湾で死刑執行された人物となった。 |
| 1945年（昭和20年） ※10月24日まで | 0          | 0          | 0          | 0                 | 0                           | この年の8月15日に日本政府がポツダム宣言を受諾して降伏し終戦の詔書を発表し第二次世界大戦（太平洋戦争）が終結した。最終的に同年10月25日に中華民国戦区台湾省の降伏式典が午前10時に台北公会堂で行われ、日本側は台湾総督安藤利吉が、中華民国側は陳儀がそれぞれ全権として出席し降伏文書に署名され、台湾省行政長官公署が正式に台湾統治に着手し、日本による台湾統治が終結した。 なお、この年の死刑執行数は台湾光復前であることに留意する。 |